# Fantoche

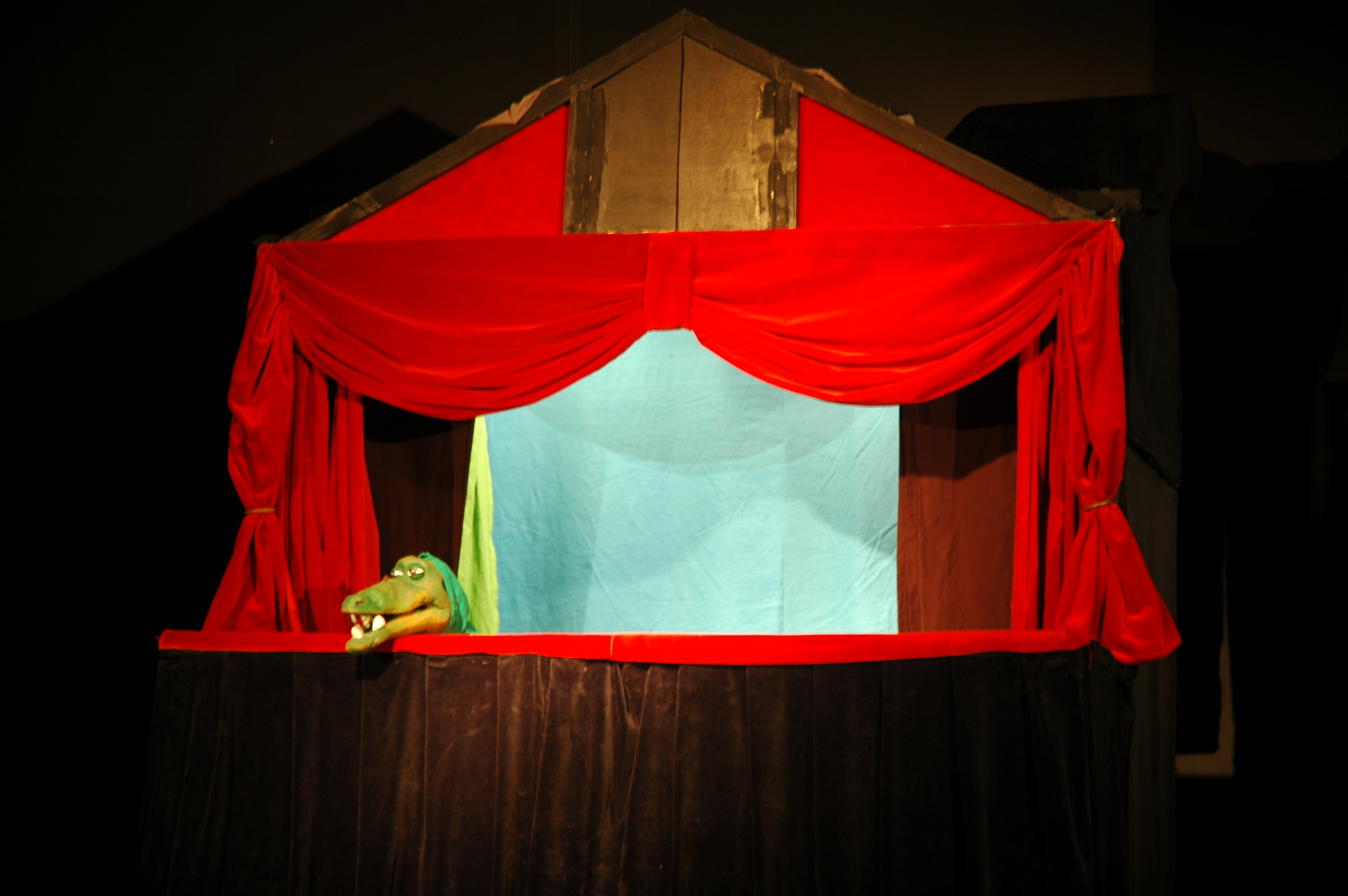
Teatrinho de fantoches

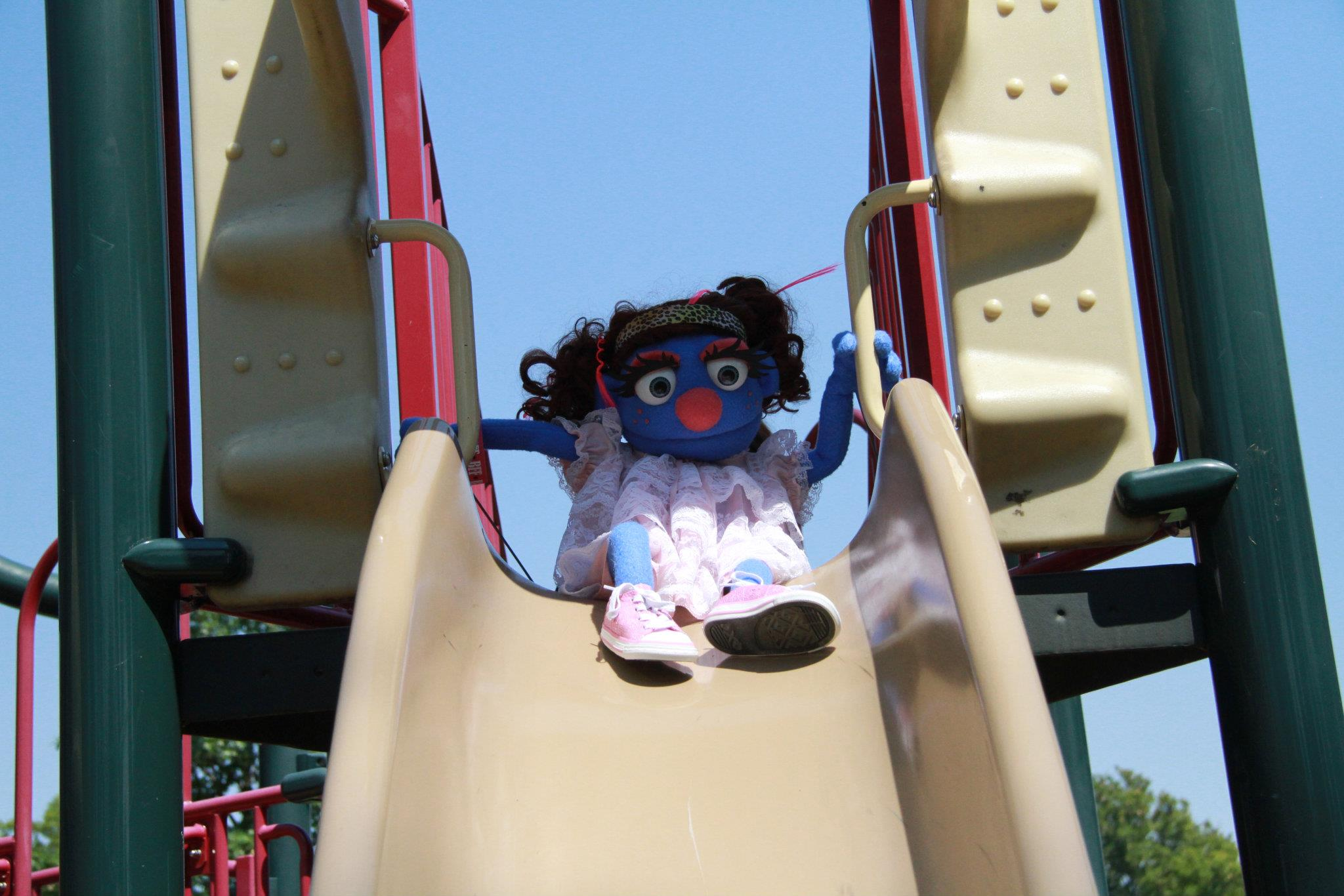
Bleeckie, um fantoche americano que aparece em uma série de vídeos YouTube.

Fantoche ou títere (um empréstimo do espanhol títere) é uma forma particular de marioneta (português europeu) ou marionete (português brasileiro) animada por uma pessoa e que se distingue pela manipulação que resulta da introdução da mão numa espécie de luva em que o dedo indicador  vai suportar a cabeça do boneco, o polegar e o anelar suportam e movem os braços. Por isso, também é designado por marioneta de luva. Em sentido restrito, marioneta entende-se como marioneta-de-fios.
O fantoche possui uma face com grande expressividade, sendo os braços e mãos movimentados pelos dedos e muitas vezes é designado também pelos nomes dos personagens populares mais famosos em cada país: Roberto em Portugal, Cristóbal em Espanha, Guignol em França, Kasperl na Alemanha, Kaspérek na República Checa, Petruchka na Rússia, Burattino ou Pulcinella em  Itália, Punch em Inglaterra, etc.
Na cultura popular nordestina do Brasil há um tipo particular de fantoche, o mamulengo. 
Os termos fantoche, títere e bonifrate são frequentemente usados pejorativamente para designar pessoas sem vontade própria que são manipuladas por outrem.
O dia do fantoche é comemorado em 9 de maio.

## Títeres
Fantoches de ouro maciço utilizados no Egito para entreter os Faraós. Eram bonecos pequenos manuseados por homens e mulheres.

Estas figuras citadas e situadas no Egipto, seriam em marfim e os fios para a sua animação passavam  pelo seu interior oco. A finalidade seria de natureza litúrgica e a sua existência remontará ao Séc. XXIII a.C.
O termo títere é comum ao espanhol e ao português europeu e à sua variante galega. Em Portugal, é utilizado em particular nas regiões do Alentejo e de Trás-os-Montes, embora noutras zonas , quando usado, deixe o seu significado restrito de marioneta de pau e arame para uma utilização figurativa de tom pejorativo significando pessoa manipulável como um joguete nas mãos de outrem.

## Famosos

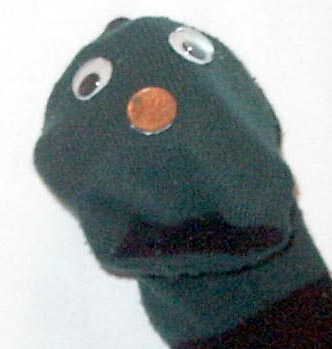
Um fantoche feito com meia (Sock puppet)

A série de televisão infantil estadunidense Sesame Street trazia muitos bonecos fantoches. A personagem central, ali, que ganhou inclusive espaço na calçada da fama, foi o Caco, o Sapo.
O recurso é muito utilizado em shows e programas infantis. Entretanto, na televisão brasileira, o mais famoso fantoche da atualidade está no programa de Ana Maria Braga, atendendo com o nome de Louro José - um papagaio feito de espuma, que contracena com a apresentadora em todos os seus programas matutinos da Rede Globo. Este boneco foi parodiado pelo palhaço Tiririca, como Galo José, no humorístico da concorrente Rede Record.
Outro boneco famoso na televisão, é o Xaropinho mascote do Programa do Ratinho apresentado pelo Carlos Massa no SBT.
Uma forma não muito comum e já em desuso é a do boneco de que é sempre um fantoche.
Na cidade de Gramado, no Rio Grande do Sul, ocorre o maior encontro de bonequeiros do Brasil e um dos maiores do mundo.

## Conceito wikipédico
Sendo uma enciclopédia livre, a wikipédia possui toda uma nova terminologia: os sock-puppets (literalmente, fantoches de meia) designa o usuário que registra um novo nome para assim participar das discussões e votações - um problema que foi administrativamente resolvido nos casos mais graves, com a checagem administrativa do IP original.